# Vanilla Ice
Robert Matthew Van Winkle, cunoscut sub pseudonimul Vanilla Ice (n. 31 octombrie 1967), este un cântăreț de muzică rap și actor american, cunoscut mai ales datorită piesei "Ice Ice Baby" din anul 1990.